# On My Love
On My Love è un singolo della cantante svedese Zara Larsson e del DJ francese David Guetta, pubblicato il 15 settembre 2023 come terzo estratto dal quarto album in studio di Larsson Venus.

## Descrizione
On My Love, descritto dalla critica specializzata come un brano EDM-pop, segna la seconda collaborazione tra Larsson e Guetta, dopo This One's for You del 2016. È composto in chiave di Si bemolle minore con un tempo di 123 battiti per minuto.

## Video musicale
Il video musicale, co-diretto da Larsson con il duo Mutant, è stato reso disponibile in concomitanza con l'uscita del brano. Il video conta la partecipazione della sorella della cantante e presenta anche dei filmati d'infanzia.

## Tracce
Testi e musiche di Zara Larsson, David Guetta, Giorgio Tuinfort, Dewain Whitmore, Patrick "J. Que" Smith, Joel Castillo, Andre Davidson, Sean Davidson e Cesqeaux.
1. On My Love – 3:42

## Classifiche
| Classifica (2023-24) | Posizione massima |
| -------------------- | ----------------- |
| Francia              | 44                |
| Irlanda              | 15                |
| Norvegia             | 9                 |
| Paesi Bassi          | 75                |
| Regno Unito          | 15                |
| Svezia               | 3                 |
| Svizzera             | 56                |